# Utricularia sunilii
Utricularia sunilii — вид рослин із родини пухирникових (Lentibulariaceae). Utricularia sunilii подібна до U. graminifolia, але відрізняється переважно глибокою 3-лопатевою нижньою губою віночка.

## Етимологія
Видовим епітетом вшановано доктора К. Н. Суніла (англ. C. N. Sunil), доцента англ. S.N.M. College, Маліанкара за його величезний внесок у сферу систематики покритонасінних рослин.

## Біоморфологічна характеристика
Трава. Ризоїди до 4 см завдовжки, ≈ 0.1 мм завтовшки, гіллясті, гілки тонкі, капілярні. Листові органи, що утворюються на столонах, 1.5–2.5 × 0.4–0.9 мм, лінійні чи лінійно-ланцетні, тупі чи круглі на верхівці, голі, нечітко 3–жилкові. Пастки на столонах, ризоїдах і листкових органах, 1.2 –1.8 × 0.7–0.9 мм, від кулястих до субкулястих; ніжка рідко залозисто запушена; рот базальний; придатки 2, прості, 0.4–0.7 мм завдовжки, тонкі, залозисто волосисті. Суцвіття завдовжки до 20 см, ≈ 1 мм завтовшки, голі, зелені, 2–6-квіткові. Квітки 0.8–1.5 см завдовжки. Частки чашечки нерівні; верхня частка 3.8–4.2 × 1.7–3 мм, широко-яйцювата, верхівка загострено-вирізана; нижня — 4–4.5 × 2.2–2.7 мм, від ланцетної до довгасто-ланцетної, неправильно дво- або тризубчаста на верхівці. Віночок від рожевого до фіолетового забарвлення, верхня губа 5–6 × 2–2.5 мм, від довгаста до довгасто-ланцетної форми, виїмчаста на верхівці; нижня губа 5–7 × 6–8 мм, широко оберненояйцеподібна, глибоко 3-лопатева; шпора 5–6 × 1.5–2 мм, конічна. Плід 2.8–3 × 2.4–2.6 мм, еліптично-довгастий. Насіння 0.28–0.35 × 0.25–0.32 мм, від субкулястого до кулястого. Цвітіння і плодоношення відбувається з вересня по січень.

## Середовище проживання
Ендемік Індії (Керала).
Новий вид росте у вологих місцях поблизу тимчасових водойм на відкритих пасовищах, а також на водно-болотних угіддях.